# IPFilter
IPFilter (в основном упоминается как ipf) — открытое программное обеспечение; межсетевой экран и преобразователь сетевых адресов (NAT) для многих Unix-подобных операционных систем. Его автор — Даррен Рид.
IPFilter поставляется с FreeBSD, NetBSD и Solaris 10. До мая 2001 года он входил и в OpenBSD, но был исключен из-за разногласий между Тэо де Раадтом и Дарреном Ридом по лицензии на IPFilter. На первый взгляд, лицензия во многом похожа на лицензии BSD, но не позволяет распространение изменённых версий.
IPFilter может использоваться как загружаемый модуль ядра или непосредственно включён в ядро операционной системы, в зависимости от специфики ядра и пользовательских предпочтений. Документация рекомендует пользоваться загружаемым модулем, если это возможно.
Список операционных систем, поддерживающих IPFilter, включает следующие:
- IBM AIX 5.3 ML05
- BSD/OS-1.1 — 4
- FreeBSD 2.0.0 — 7.0
- IRIX 6.2, 6.5
- HP-UX 11.00
- Ядро Linux 2.4 — 2.6
- NetBSD 1.0 — 5.x
- OpenBSD 2.0 — 3.8
- OpenSolaris
- QNX 6
- Solaris 2.3 — 10
- SunOS 4.1.3 — 4.1.4
- SCO OpenServer/UnixWare
- Tru64 5.1a
- CAOS Linux NSA 1.0